# Pravljice
Pravljice so zbirka pravljic Frana Milčinskega, ki je prvič izšla leta 1911 v Založbi Mladinska knjiga. Zbirka vsebuje 27 pravljic in sicer: Desetnica, Premalo zemlje in preveč, O dušici majceni, ki ni smela v nebesa, Rimljan, Zakon, ti si svet, Neusmiljeni graščak, Trdoglav in Marjetica, Bridka smrt in Tomaž, Krivični mlinar in njegova hčerka, Vila, Laž in njen ženin, Mlada Breda in Deveti kralj, Mačeha in mamica, Gospod in hruška, Zakleti grad, Sin jež, Laži, Zlata hruška, Trije hlapci, Kačji kralj Babilon, Jurko je iskal strahu, Muk, Dva brata, Pol drugi Martin, Botra, Kralj Matjaž, Štiri Butalske.
Snoval je pravljice z motivi iz ljudskega pesništva in igric.
Ilustracije so prispevali Gvid Birolle, Maksim Gasparij, Ivan Vavpotič. 

### Obnova
Mačeha in mamica
Zgodba govori o mačehi, ki se je znašala in mučila svojo pastorko. Ta se je po tolažbo zatekla h grobu svoje mamice, kjer je toliko časa jokala, da se je mati vrnila iz onstranstva in njen prihod je spreobrnil srce mačehe.

### Analiza pravljice
- Pripovedovalec: tretjeosebni
- Književni prostor:  dom, grob
- Književni čas: neznan
- Književne osebe: • glavni osebi: Aga- Dragica, mačeha  • stranski osebi: oče, mati.
- Motivi: družina, smrt, mačeha, kri, laž, grob, vstajenje, spreobrnenje
- Tema: mačehino zavračanje in znašanje nad Ago- Dragico
- Okrasni pridevki: mehka posteljica, zlata glavica, sladkega mlekca, beli kruhek, zlata dušica…
- Pomanjševalnice: mamica, kruhek, zemljica, posteljica, glavica, sončece…
- Ljudsko število: tri, devetsto
- Primerjava: Pepelka